# Asterina alchorneicola
Asterina alchorneicola är en svampart som beskrevs av Hansf. 1954. Asterina alchorneicola ingår i släktet Asterina och familjen Asterinaceae.   Inga underarter finns listade i Catalogue of Life.